# Амангельды (Мактааральский район)
Амангельды (каз. Амангелді) — село в Мактааральском районе Туркестанской области Казахстана. Входит в состав Мактааральского сельского округа. Код КАТО — 514477280.

## Население
В 1999 году население села составляло 161 человек (83 мужчины и 78 женщин). По данным переписи 2009 года, в селе проживало 335 человек (165 мужчин и 170 женщин).